# 印度舌鳎
印度舌鳎（学名：Cynoglossus arel）为舌鳎科舌鳎属的鱼类，俗名长鞋底鱼。分布范围西达印度半岛东岸及斯里兰卡、南至泰国及马来西亚以及台湾西侧到广东近海等，属于暖水性底层海鱼。该物种的模式产地在印度。